# François de Gaulle
François de Gaulle, né le 13 février 1922 à Montceau-les-Mines et mort le 2 avril 2020 à Bry-sur-Marne, est un prêtre catholique et missionnaire français.

## Biographie

### Origines
Neveu de Charles de Gaulle, François de Gaulle rejoint la Société des missionnaires d'Afrique en 1940. Il est envoyé au scolastiscat en Tunisie. La mobilisation de 1942 interrompt ses études.

### Seconde Guerre mondiale (1942-1945)
Membre du premier corps de débarquement en Italie, il participe aux campagnes du Mont Cassin, de Rome et de Sienne. Il débarque ensuite sur la côte française à Saint-Tropez. Il fait aussi la campagne d'Alsace et d'Allemagne. Il sera décoré de la croix de guerre avec trois citations.

### Missionnaire en Haute-Volta (1945-1960)
À la fin de la guerre, il reprend ses études au séminaire. Il prête le serment missionnaire dans la grande chapelle de Thibar le 29 juin 1949. À cette occasion, son oncle Charles de Gaulle lui écrit : « C'est du meilleur de mon esprit et du plus profond de mon cœur que je t'adresse mes vœux pour le 29 juin. Il n'appartient qu'à toi-même de reconnaître si tu es « appelé ». Mais si tu t'en sens certain, je puis te dire, comme ton cher Papa te l'aurait dit, que tu dois répondre. » Il gagne Carthage pour sa dernière année de théologie et est ordonné prêtre pour la Société des missionnaires d'Afrique le 1er février 1950.
La congrégation l'envoie en Haute-Volta, où il passera en tout quarante-cinq ans de sa vie. Il est d'abord vicaire et économe diocésain de la préfecture apostolique de Ouahigouya (1950-1953), puis assume la même mission dans le diocèse de Koudougou.

### Parenthèse parisienne (1960-1973)
François de Gaulle devient économe pour la Province de France en 1960. Il s'installe à la maison provinciale, rue Roger Verlomme, à Paris. Dans son livre, il exprime qu'à l'époque la société avait vendu la maison de Maison-Carrée pour s'installer à Rome en 1950 ; dix ans plus tard, elle devait fermer celles de Thibar et Carthage et construire des maisons en France.
Il s'occupe de la création de l'Entraide missionnaire internationale, un organisme de mutuelle, et d'une caisse de retraite. Surtout, il  participe à la reconnaissance légale de la Société des missionnaires d'Afrique.
Il représente les Pères blancs au conseil d'administration de la revue inter-congrégations Peuples du monde de 1967 à 1973.
Le 12 novembre 1970 en l'église de Colombey-les-deux-Églises, avec l'évêque de Langres, Alfred Atton et le curé de Colombey-les-deux-églises, il concélèbre la cérémonie d'obsèques de son oncle, le général de Gaulle,  président de la République de 1958 à 1969. 
Pourtant, l'Afrique lui manque : « J'ai passé quelques longues heures à flâner dans les rues, rêvant de brousse, de poussière, de soleil en me rappelant tous mes chers paroissiens de Ouahigouya et de Koudougou… Jamais cependant je n'ai songé à remettre en cause cette nomination. »

### Retour en Haute-Volta (1973-2008)
En 1973, il retrouve le diocèse de Koudougou. Il se met au service de l'Évangile, mais aussi du développement des villages de ses paroisses. Ses confrères missionnaires le surnomment « Briques dans le ventre ». Il participe à la construction de dizaines d'églises, mais aussi de nombreux puits, dispensaires, services de protection maternelle et infantile. 
Il est d'abord curé de la paroisse de Mukassa (1973-1975), puis celui de la Cathédrale (1975-1980). Il est alors pour la première fois élu conseiller régional pour la Province de Haute-Volta (1980-1986) et assume la cure de Kokolgo (1986-1990), avant de redevenir conseiller régional (1990-2001). Il rejoint Ouagadougou pour achever son ministère, de 2001 à 2008.

### Retraite en France (2008-2020)
À 87 ans, il prend sa retraite dans le Val-d'Oise, en France. Il meurt des suites de la maladie à coronavirus 2019, à 98 ans à Bry-sur-Marne (Val-de-Marne) à l'EHPAD des Pères blancs qu'il avait co-fondé.

## Décorations
- Officier de la Légion d'honneur[11]
- Officier de l'ordre national du Mérite[11]
- Croix de Guerre 1939-1945 avec trois citations
- Officier de l'ordre national du Burkina Faso